# Étienne Morillon
Pour le footballeur, voir Étienne Morillon (football).
Étienne Morillon, né le 16 juillet 1884 à Soucieu-en-Jarrest (Rhône), où il est mort le 17 octobre 1949, est un peintre et graveur français, membre fondateur du groupe des Ziniars à Lyon.

## Biographie
Étienne Morillon est le fils de Benoit Morillon, commerçant en tissus à Soucieu-en-Jarrest, près de Lyon. Il effectue ses études secondaires à Lyon, Aux Lazaristes.  Elève de l'école des Beaux-Arts de Lyon de 1901 à 1904, il suit l'enseignement de Alexandre François Bonnardel, d'Auguste Morisot et de Nicolas Sicard. De 1905 à 1910, il continue sa formation aux Beaux-Arts de Paris. Il rencontre Utrillo (1883-1955) et Derain (1880-1954) et découvre les mouvements d’avant-garde: pointillisme, fauvisme et cubisme. En 1910, il revient se fixer à Lyon et s'installe dans l'ancien atelier de Paul Borel, rue Clotilde-Bizolon dans le quartier d'Ainay, qu'occupe ensuite Jacques Truphémus. 
Il se marie le 2 avril 1914  avec Rose Desrats. Ils ont ensuite deux enfants. Étienne Morillon participe à la Grande Guerre, il est gazé et reçoit une pension d'invalidité temporaire. 
En 1908, il expose au Salon d'automne de Lyon, puis entre 1914 et 1924, au Salon des Indépendants à Paris, ce qui lui vaut l'attention de la critique. 
En 1920, il est à l'origine du groupe d'artistes Les Ziniars et participe à la fondation du Salon du Sud-Est en 1924. D'abord professeur de dessin aux cours organisés par le Comité des arts appliqués en 1923, puis à l'École des Beaux-Arts de Lyon jusqu'en 1926, il travaille entre 1927 et 1930 à la galerie Saint-Pierre, fondée par le marchand parisien Alfred Poyet. Ses gravures sur bois paraissent dans  les revues L'ours proche de H. Béraud, et L'Effort libre. En 1944, une vingtaine de bois gravés illustrent Un journal d'exil d'Alexandre Arnoux chez le libraire-éditeur lyonnais Lardanchet. 
Les années 1930-1940 marquent le sommet de son art : il passe pour un des maîtres de la peinture lyonnaise. Il est vice-président  du salon du Sud-Est, en 1938 et 1940 ; il expose régulièrement à la galerie des Archers, puis à la galerie Troncy. Il participe activement aux événements qui jalonnent cette période à Lyon : à l'Exposition internationale de Lyon en 1933, avec le "Groupe des Seize" à la galerie Saint-Pierre en 1937, à l'exposition "L'art lyonnais contemporain"  à la chapelle du lycée Ampère en 1940. 

## Style
Curieux de tout ce qui peut l'aider à exprimer sa propre personnalité, les premières expériences picturales d'Étienne Morillon sont marquées par le divisionnisme : le portrait La passante (vers 1905-1910) du Musée Dini "articule fond et sujet selon une organisation simplifiée, avec une volontaire économie de moyens. Le sobre manteau noir, le visage et la coiffe sont animés par une juxtaposition de touches vertes et violettes".
Subissant ensuite l'influence du cubisme de l'Art déco, il est marqué par Cézanne et par Derain, produisant des peintures fortement structurées. Défendu par Marius Mermillon, qui parle d'un "artiste d'une gravité familière" et de "peintures, lentement construites, témoignant de cette probité perdue des artisans d'autrefois", peintre d'une "honnêteté austère", selon le critique Jean-Jacques Lerrant, Étienne Morillon réalise des natures mortes, qui ont fait sa célébrité, mais aussi des portraits, des scènes de la vie quotidienne et des paysages, au réalisme construit, de sa région natale, et de Provence (Eyguières, Eygalières, Toulon...). En 1929, lors d'une exposition à la galerie Joseph Billiet-Pierre Worms à Paris, Philippe Chabaneix écrit : "Les natures mortes de Morillon traitées avec une vigoureuse franchise et baignées d'une lumière naturelle et cependant imprévue, occupent dans son œuvre une place de choix".
Dans l'éloge funèbre, le poète lyonnais Louis Pize dit ceci : " Étienne Morillon, ce classique qui restait de son temps, et qui s'était imposé au-delà des frontières de notre ville, a préféré aux publicités tapageuses le désintéressement, la discrétion, avec l'estime de ses amis et le charme doucement pétillant de ses propos. Sa bonté souriante, la gentillesse et le charme doucement pétillante de ses propos, jamais nous ne les oublierons".

## Collections publiques
- Lyon, musée des beaux-arts :
  - La Famille du peintre, huile sur toile[10]
  - Les Joueurs de cartes, huile sur toile[11]
  - Nature morte au jambon, huile sur toile[12]
  - Nature morte, huile sur toile[13]
  - Nu lisant, huile sur toile[14]
  - Paysage, huile sur toile[15]
  - La cathédrale Saint Jean sur les quais de Saône, huile sur toile[16]
- Villefranche-sur-Saône, Musée Paul-Dini :
  - Autoportrait présumé, 1908-1910. Huile sur toile

## Expositions
- Exposition Internationale en 1914.
- Lyon, Salon d'Automne jusqu'en 1923 puis au Salon du Sud-Est dont il est un des fondateurs.
- Paris, Salon des Indépendants.
  - Exposition universelle de 1937 : décor du pavillon lyonnais[17].